# Mafadi
Mafadi (3450 m n. m.) je hora v Dračích horách. Leží na hranici mezi Jihoafrickou republikou (region KwaZulu-Natal) a Lesothem (distrikt Mokhotlong). Jedná se o nejvyšší horu Jihoafrické republiky. Nedaleko se nachází nejvyšší hora Lesotha, Dračích hor a celé jižní Afriky Thabana Ntlenyana (3482 m).